# アイ・ビリーヴ (タタ・ヤンのアルバム)
『アイ・ビリーヴ』（英: I Believe）は、タイ人歌手タタ・ヤン初の英語曲アルバムで、2004年2月25日にシンガポールで発売され、2004年11月17日には日本でも通常盤及びDVD付限定盤の2形態で発売された。

## 概要
アルバムはアジア全土でヒットし、インドでは100万枚以上を売り上げゴールドディスクに認定された。また、リードジングルの「セクシー・ノーティー・ビッチー」は日本のオリコンチャートでトップ10入りを果たしたほか、東南アジアの全域およびインドにおいてテレビ・ラジオや音楽チャートを軒並み席巻するなど、当年のアジアで最も成功した曲の一つとなった。アルバムと同名曲「アイ・ビリーヴ」も香港の音楽チャートで1位を獲得し、東アジア圏でもトップ20入りするなど、同じく東南アジア全土で大ヒットした。ヤン本人によるアルバムのプロモーションは2004年半ばにタイとインドで行われてる。
このアルバムには4曲のカバー曲がある。「エヴリバディ・ダズント」は、元々スウェーデン人ポップ歌手アマンダ・ラメチェの曲である。「アイ・ビリーヴ」の原曲は2000年にスウェーデン人歌手カローラ・ヘグクビストの曲として発売された「I Believe in Love」で、2001年のアルバム『My Show』に収録されている。「シンデレラ」は、元々アメリカを拠点とする女性ポップグループI5の曲で、その後バンドプレーや、チーター・ガールズがカバーしている。「アイ・ウォント・ホワット・アイ・ウォント」は、元々ローレン・クリスティのスタジオアルバム『Breed』（1997年）の収録曲で、映画ワイルドシングス（1998年）の挿入歌としても使用されている。
2007年には「アイ・ビリーヴ」がAFCアジアカップ2007（タイ、ベトナム、マレーシア、インドネシアの4か国共同開催）の公式テーマソングに採用された。
マレーシアでは「セクシー・ノーティー・ビッチー」の曲名が問題とされ、“ビッチー”（Bitchy）の部分が“チーキー”（Cheeky）に置き換えられている。

## 収録曲
| #         | タイトル                                     | 作詞・作曲                                                                         | 時間  |
| --------- | -------------------------------------------- | ---------------------------------------------------------------------------------- | ----- |
| 1.        | 「エヴリバディ・ダズント」                   | アーンサー・バーギッソン、アマンダ・ラメチェ、ティナ・ハリス、ジャメリア・デイビス | 3:02  |
| 2.        | 「セクシー・ノーティー・ビッチー」           | デヴィッド・クレウェット、イヴァリン・リンシンキ、サバン・コテチャ                 | 3:28  |
| 3.        | 「アイ・ビリーヴ」                           | マーティン・アンケリウス、ヘンリク・アンダーソン、カローラ・ヘグクビスト           | 3:17  |
| 4.        | 「コール・ヒム・マイン」                     | ヨアキム-E、サバン・コテチャ                                                       | 3:57  |
| 5.        | 「シンデレラ」                               | リンディ・ロビンズ、ケヴィン・サヴィギル                                           | 3:34  |
| 6.        | 「ロンリー・イン・スペース」                 | マーティン・アンケリウス、ヘンリク・アンダーソン、ビクトリア・ホーン               | 3:00  |
| 7.        | 「アイ・シンク・オブ・ユー」                 | ロビン・スコーフィールド、リード・ベルテルニー                                     | 3:43  |
| 8.        | 「バッド・ボーイズ・サッド・ガールズ」       | アレナ、マーティン・アンケリウス、ヘンリク・アンダーソン                           | 3:03  |
| 9.        | 「ソーリー・エニウェイ」                     | デビッド・エリクセン、アレナ                                                       | 3:32  |
| 10.       | 「クラッシュ・オン・ユー」                   | マーティン・アンケリウス、ヘンリク・アンダーソン                                   | 3:22  |
| 11.       | 「マイ・ワールズ・スピニング」               | マーティン・アンケリウス、ヘンリク・アンダーソン                                   | 4:04  |
| 12.       | 「アイ・ウォント・ホワット・アイ・ウォント」 | ローレン・クリスティ、チャーリー・ミッドナイト                                     | 3:57  |
| 合計時間: | 合計時間:                                    | 合計時間:                                                                          | 41:59 |

| #  | タイトル                                               | 作詞 | 作曲・編曲 |
| -- | ------------------------------------------------------ | ---- | ---------- |
| 1. | 「セクシー・ノーティー・ビッチー」(ミュージックビデオ) |      |            |
| 2. | 「アイ・ビリーヴ」(ミュージックビデオ)                 |      |            |
| 3. | 「シンデレラ」(ミュージックビデオ)                     |      |            |

| #  | タイトル                                               | 作詞 | 作曲・編曲 |
| -- | ------------------------------------------------------ | ---- | ---------- |
| 1. | 「セクシー・ノーティー・ビッチー」(ミュージックビデオ) |      |            |
| 2. | 「インタビュー」                                       |      |            |

| #         | タイトル                                                              | 作詞・作曲                                                               | 時間  |
| --------- | --------------------------------------------------------------------- | ------------------------------------------------------------------------ | ----- |
| 13.       | 「セクシー・ノーティー・ビッチー」(DJラジエフ ボリウッド・リミックス) | デヴィッド・クレウェット、イヴァリン・リンシンキ、サバン・コテチャ       | 3:11  |
| 14.       | 「アイ・ビリーヴ」(DDPリミックス)                                     | マーティン・アンケリウス、ヘンリク・アンダーソン、カローラ・ヘグクビスト | 4:38  |
| 15.       | 「セクシー・ノーティー・ビッチー」(フートン・リミックス)              | デヴィッド・クレウェット、イヴァリン・リンシンキ、サバン・コテチャ       | 5:00  |
| 合計時間: | 合計時間:                                                             | 合計時間:                                                                | 54:48 |

| #  | タイトル                                     | 作詞 | 作曲・編曲 |
| -- | -------------------------------------------- | ---- | ---------- |
| 1. | 「セクシー・ノーティー・ビッチー」(カラオケ) |      |            |
| 2. | 「アイ・ビリーヴ」(カラオケ)                 |      |            |
| 3. | 「シンデレラ」(カラオケ)                     |      |            |
| 4. | 「アイ・シンク・オブ・ユー」(カラオケ)       |      |            |
| 5. | 「コール・ヒム・マイン」(カラオケ)           |      |            |
| 6. | 「セクシー・ノーティー・ビッチー」(ライヴ)   |      |            |
| 7. | 「シンデレラ」(ライヴ)                       |      |            |
| 8. | 「アイ・シンク・オブ・ユー」(ライヴ)         |      |            |
| 9. | 「アイ・ビリーヴ」(ライヴ)                   |      |            |

| #         | タイトル                                             | 作詞・作曲           | 時間  |
| --------- | ---------------------------------------------------- | -------------------- | ----- |
| 13.       | 「Dhoom Dhoom」                                      | アシフ・アリ・ベイグ | 4:21  |
| 14.       | 「セクシー・ノーティー・ビッチー」(Japanese Version) |                      | 3:31  |
| 15.       | 「アイ・ビリーヴ」(Japanese Version)                 |                      | 3:19  |
| 16.       | 「アイ・シンク・オブ・ユー」(Japanese Version)       |                      | 3:43  |
| 合計時間: | 合計時間:                                            | 合計時間:            | 56:53 |

| #  | タイトル                                                     | 作詞 | 作曲・編曲 |
| -- | ------------------------------------------------------------ | ---- | ---------- |
| 1. | 「Dhoom Dhoom」(ミュージックビデオ)                          |      |            |
| 2. | 「セクシー・ノーティー・ビッチー」(日本版ミュージックビデオ) |      |            |
| 3. | 「アイ・ビリーヴ」(日本版ミュージックビデオ)                 |      |            |
| 4. | 「シンデレラ」(ミュージックビデオ)                           |      |            |
| 5. | 「セクシー・ノーティー・ビッチー」(ミュージックビデオ)       |      |            |
| 6. | 「アイ・ビリーヴ」(ミュージックビデオ)                       |      |            |